# Paleoocean

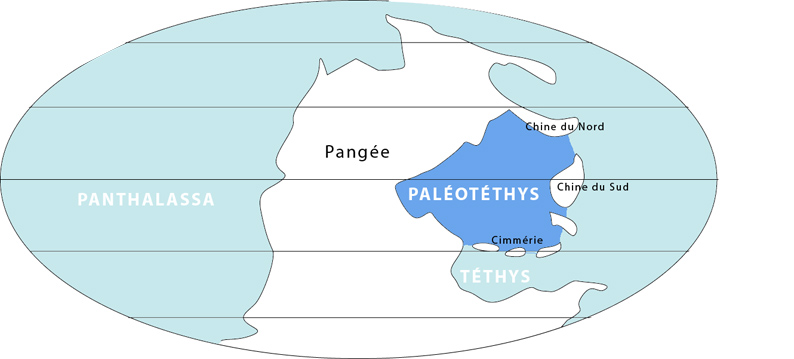
Oceany w paleozoiku – Paleotetyda i Panthalassa

Paleoocean – termin określający każdy ocean, który istniał na Ziemi od początku jej powstania do czasu powstania oceanów współczesnych. Oceany, tak jak kontynenty i superkontynenty powstają i przeobrażają się w wyniku ruchów, jakim podlegają płyty litosfery, zgodnie z teorią tektoniki płyt.
W różnych okresach historii Ziemi istniało jednocześnie kilka oceanów lub tylko jeden wszechocean. W okresach gdy na Ziemi istniał superkontynent wtedy otaczał go wszechocean, kiedy natomiast superkontynent rozpadał się na części, wtedy też powstawało kilka oceanów, tak jak dzieje się to współcześnie.